# Burroite
La burroite (simbolo IMA: Burr) è un rarissimo minerale appartenente alla famiglia degli "ossidi e idrossidi" e possiede composizione chimica Ca2(NH4)2(V10O28) • 15H2O.

## Etimologia e storia
La burroite deve il suo nome alla propria località tipo la miniera di "Burro" (38.04512°N 108.88964°W) nella contea di San Miguel in Colorado (Stati Uniti).
Il campione tipo è conservato presso il "Natural History Museum of Los Angeles County" (a Los Angeles in California, Stati Uniti) con i numeri di catalogo 66299 e 66300.

## Classificazione
Essendo stata approvata come specie minerale indipendente dall'Associazione Mineralogica Internazionale (IMA) solo nel 2017, la burroite non compare nella classica nona edizione della sistematica dei minerali di Strunz, che è stata aggiornata dall'IMA fino al 2009.
Il minerale si trova quindi nell'edizione successiva, proseguita dal database "mindat.org" e chiamata Classificazione Strunz-mindat, dove la burroite è elencata nella classe "4. Ossidi (idrossidi, V[5,6] vanadati, arseniti, antimoniti, bismutiti, solfiti, seleniti, telluriti, iodati)" e da lì nella sottoclasse "4.H V[5,6] Vanadati"; questa viene ulteriormente suddivisa in base al tipo di vanadato, in modo tale che la burroite possa essere trovata nella sezione "4.HC [6]-Sorovanadati" dove forma il sistema nº 4.HC.25 insieme alla wernerbaurite.
Nella Sistematica dei lapis (Lapis-Systematik) di Stefan Weiß la burroite si trova nella classe degli "ossidi" e da lì nella sottoclasse degli "ossidi di vanadio (polivanadati con V4+/5+)"; qui il minerale si trova nel "gruppo dei vanadati" dove forma il sistema nº IV/G.01 insieme a bluestreakite, gunterite, hummerite, hughesite, huemulite, kokinosite, lasalite, magnesiopascoite, nashite, pascoite, postite, rakovanite, schindlerite, sherwoodite e wernerbaurite.

## Abito cristallino
La burroite cristallizza nel sistema triclino nel gruppo spaziale P1 (gruppo nº 2) con i parametri di cella a = 8,779(2) Å, b = 10,311(2) Å, c = 12,060(2) Å, α = 96,740(4)°, β = 107,388(5)° e γ = 114,439°.

## Origine e giacitura
La burroite si forma dall'ossidazione di associazioni di montroseite-corvusite in ambiente umido. L'ammonio (NH4+) presumibilmente deriva da materia organica presente in questo giacimento di uranio e vanadio a fronte di rotolamento in arenaria; la paragenesi è con schindlerite.
La burroite è rarissima ed è stata trovata solo nella sua località tipo, la miniera di "Burro" nella contea di San Miguel in Colorado.

## Forma in cui si presenta in natura
La burroite forma prismi appiattiti di dimensioni fino a 2 mm, tipicamente con facce arrotondate e depressioni a forma di cratere.
Il minerale è da trasparente a traslucido con lucentezza vitrea e colore arancio-giallo; il colore dello striscio è giallo.